# Robert V. Riddell State Park
Robert V. Riddell State Park ist ein State Park im Gebiet der Gemeinde Davenport in den Counties Delaware und Otsego in New York. Der Park umfasst eine Fläche von 2163 acre (8,75 km²). Die nächstgelegene Stadt ist Cooperstown in 30 km Entfernung.

## Geschichte
Robert V. Riddell State Park entstand aus einer Schenkung von Patricia Riddell Kent und Steven Kent 2005, die dem Staat 1036 acre (419,25 ha) schenkten um das Gebiet als Naturraum zu erhalten. Vor der Schenkung war das Land seit 1871 im Besitz der Familie Riddell und der Park wurde nach dem Vater von Patricia, Robert V. Riddell, benannt.
Der Park wurde 2008 erweitert, als Hartwick College 840 acre (340 ha) seines Pine Lake Environmental Campus an den Staat verkaufte. Seit 2010 gibt es eine Vereinbarung zwischen College und State, welches eine Nutzung des Parks für Outdoor Education vorsieht und wodurch das College die Möglichkeit hat, die Effekte von Freizeitaktivitäten in öffentlichen Gebieten zu erforschen.

## Geographie
Ein großer Teil des Parks liegt auf einer Anhöhe zwischen dem Tal des Susquehanna River im Norden mit der Interstate 88 (Warren M. Anderson Expressway) und dem Tal eines kleinen Zuflusses des Susquehanna im Süden. Das ist der bewaldete Teil des Parks. Im Norden liegen die ehemalig landwirtschaftlich genutzten Flächen. In diesem Gebiet verläuft auch der Schenevus Creek, ein Forellenbach und Zufluss zum Susquehanna River. Im Osten schließt sich der State Forest an und westlich des Parks befindet sich das Joseph L. Popp Jr. Butterfly Conservatory im Tal des Susquehanna.
Im Park liedt auch der Mud Lake, ein temporärer Frühlings-Tümpel der ein Miniatur-Busch-Moor an seinen Rändern aufweist. Das Moor beherbergt einige Sphagnum-Matten, Fleischfressende Pflanzen und Torf-Ablagerungen bis zu einer Dicke von 8,2 m (27 ft).

## Freizeitmöglichkeiten
Robert V. Riddell State Park bietet Möglichkeiten zum Wandern, Skilaufen und Angeln. Die Einrichtungen des Parks liegen im nördlichen Bereich des Parks, im südlichen Bereich verlaufen hauptsächlich nur kleine Wanderwege.